# Lekowo (Świdwin)

Schloss Lekow

Lekow (auch Leckow, polnisch Lekowo) ist ein Dorf mit 741 Einwohnern und 22,2 km² in der Gemeinde Schivelbein (Świdwin), Landkreis Schivelbein (Powiat Świdwiński) in Polen.

## Geographische Lage
Lekow liegt 8 km nordwestlich von Schivelbein (Świdwin) im Verwaltungsbezirk Westpommern. Stettin ist 110 km entfernt, Kolberg 58 km und Köslin 78 km.

## Geschichte
In der Feldmark Lekow fand sich ein Brandgrab mit Fibeln, Schnallen und Gefäßen aus dem ersten nachchristlichen Jahrhundert.
Seit dem 13. Jahrhundert gehörte Lekow zur brandenburgischen Neumark, 1402–1455 unterbrochen durch die Herrschaft des Deutschen Ritterordens. Dessen Landvogt klagte 1445 „über die fortgesetzten Räubereien derer von Lekow“.

Gruß aus Lekow – eine alte Postkarte

1540 erwarb der Johanniterorden die Vogtei Schivelbein, und die Lekows zu Lekow leisteten Roßdienste ebenda. Nach dem Dreißigjährigen Kriege erbauten sie das Spätrenaissanceschloss in seiner heutigen Gestalt. Der Siebenjährige Krieg brachte noch einmal große Not beim Durchzug der preußischen und russischen Truppen.
1823 starb der Landrat Johann George Friedrich von Leckow ohne Nachkommen, und das Rittergut wurde 1845 durch die Familie von Cleve erworben. Sie ließ steinerne landwirtschaftliche Nebengebäude (vormals Lehmfachwerk) sowie eine Kartoffelflockenfabrik errichten und residierte hier bis 1945.
Bis 1945 gehörte der Ort zum Amts- und Standesamtsbezirk Wopersnow im Landkreis Belgard (Persante) und zum Kirchspiel Rützenhagen im Kirchenkreis Schivelbein der evangelischen Kirche der Altpreußischen Union. Nach 1945 kam Lekow zum Kirchspiel Köslin in der Diözese Pommern-Großpolen der polnischen Evangelisch-Augsburgischen Kirche.
Seit 1995 fördert die deutsche gemeinnützige Stiftung Philocultura die Unterhaltung von Schloss und Park.

## Söhne und Töchter des Ortes
- Johann George Friedrich von Leckow (1746–1823), Landrat des Kreises Schivelbein